# JR Reed

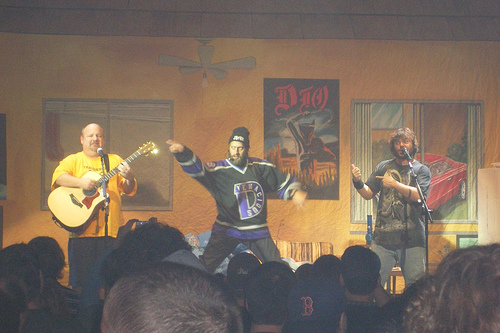
JR Reed (Mitte)

JR Reed (* 13. Dezember 1967 in Corvallis, Oregon, bürgerlich Jason William Reed) ist ein US-amerikanischer Schauspieler und Musiker. Er wuchs in Las Vegas auf, wo er seinen Abschluss an der Bonanza High School machte.

## Tenacious D
Reed ist Roadie diverser Bands, trat in der Rolle des „Lee“ in Tenacious Ds HBO-Serie in der Episode The Fan und dem Spielfilm Kings of Rock – Tenacious D auf. Der Song Lee vom ersten Album von Tenacious D handelt von ihm.
Auf Bühnenauftritten mit Tenacious D spielt er gelegentlich die Rollen „Lee“, „The Devil“, „The Metal“, „A Mushroom“ oder „Spider-Man“. Reed erschien auf der Bühne mit der Band am 2. Dezember 2006 live in einer Folge von Saturday Night Live als „The Metal“, während des gleichnamigen Songs aus dem Album Pick of Destiny.
Er ist außerdem tätig in der Band Trainwreck zusammen mit Tenacious Ds Gitarrist Kyle Gass.